# شتاينهايم (مور)
اشتاينهايم آن در مور (بالألمانية: Steinheim an der Murr) هي مدينة وبلدة ألمانية تقع في ألمانيا في لودفيغسبورغ. يقدر عدد سكانها بـ 11,841 نسمة .

## المدن التوأمة
مدينة Sárvár هي مدينة توأمة لـاشتاينهايم آن در مور.

## أعلام
- فيليب كريستوف زيلر